# Rybníky u Chotěšic
Rybníky u Chotěšic[zdroj?] jsou soustavou dvou malých rybníků o rozloze vodní plochy 0,22 ha a 0,55 ha nalézajících se na Smíchovském potoce na jihovýchodním okraji obce Chotěšice v okrese Nymburk. Rybníky jsou využívány pro chov ryb.

## Galerie

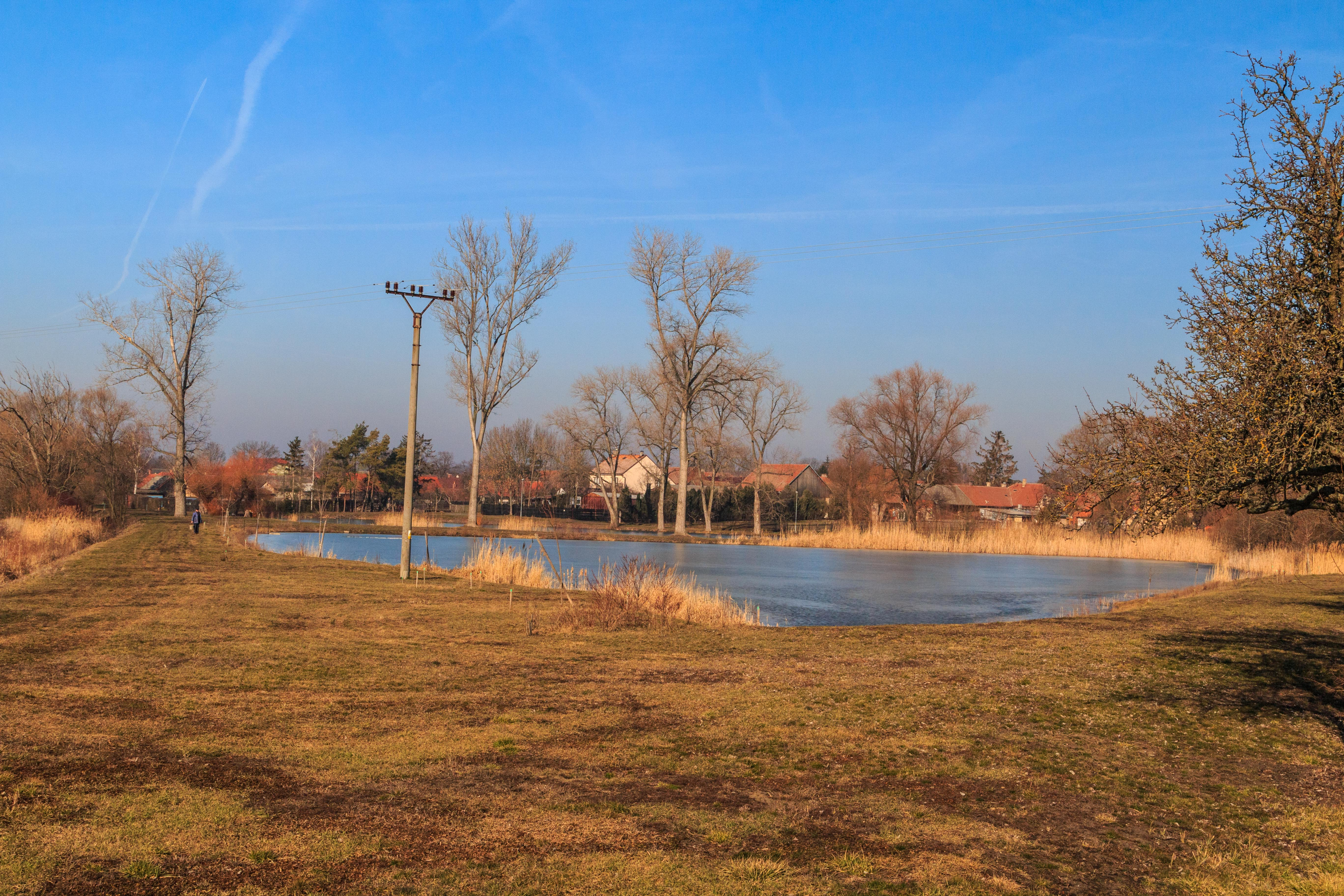
Pohled na rybníčky u Chotěšic
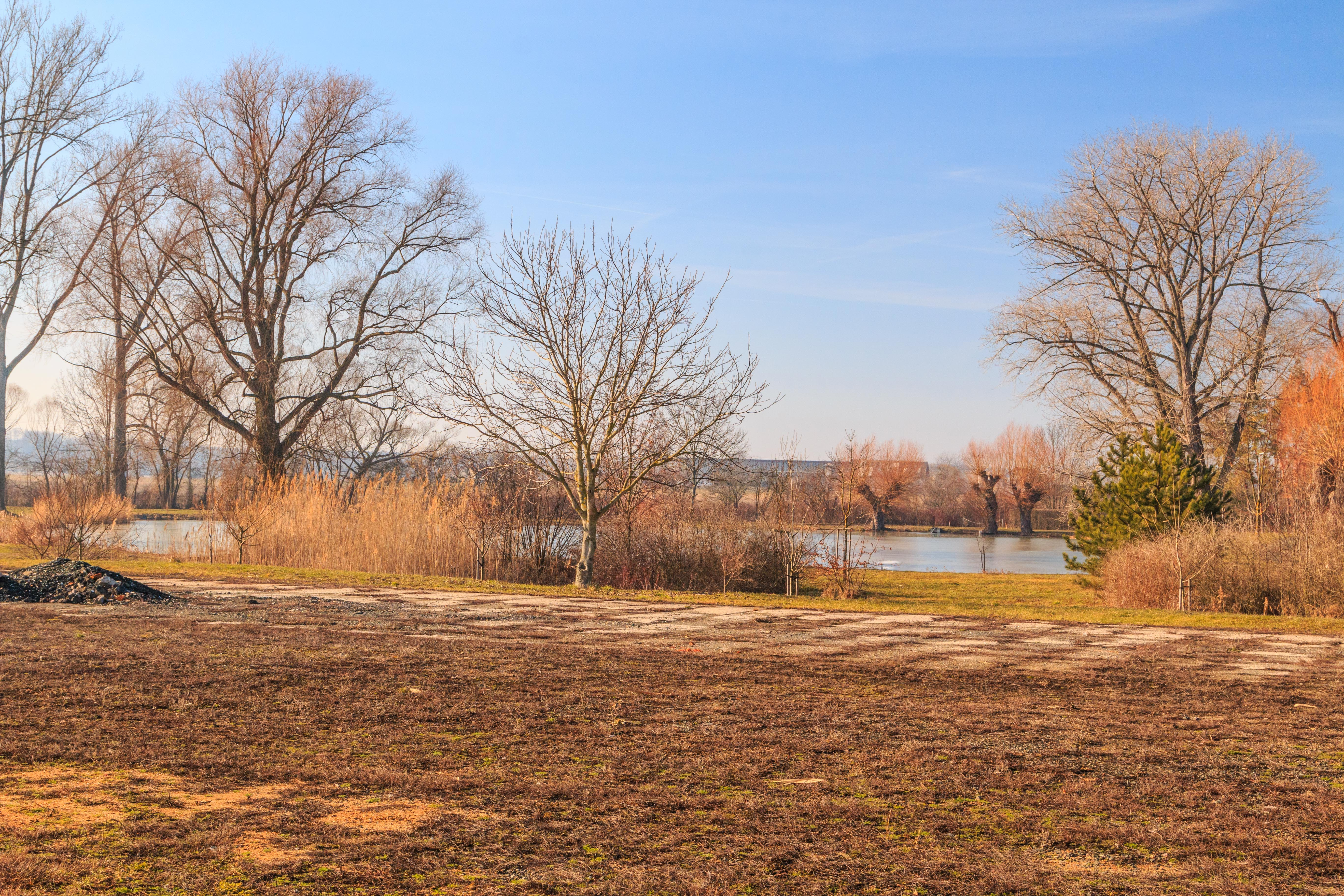
Pohled na rybníčky u Chotěšic